# Kono Minikuku mo Utsukushii Sekai
Kono Minikuku mo Utsukushii Sekai (この醜くも美しい世界?) es una serie de manga y anime creada por el estudio Gainax en colaboración con el estudio  Shaft.

## Argumento
La historia trata de un joven llamado Takeru Takemoto, que tiene un modo diferente de ver al mundo, ya que mientras otros jóvenes solo viven día a día, él se cuestiona constantemente como el mundo y la vida cambian de forma inevitable. 
Una noche, mientras hacía una entrega en su motocicleta para el local de su tío, acompañado por su mejor amigo Ryo, una extraña luz venida desde el cielo pasó por su lado dirigiéndose hacia el bosque. Siguiendo el destello encontraron a una chica, que estaba dentro de una especie de capullo transparente. Takeru reacciona como si conociese a dicha chica y decide sacarla de allí. De pronto, una especie de monstruo aparece tratando de herirla, Takeru en vista de no poder hacer nada pierde esperanza, pero súbitamente sufre una extraña transformación y su cuerpo adquiere el poder y la fuerza necesaria para derrotar a la criatura.
Tras esto decide llevar a la muchacha, que responde al nombre de Hikari, a vivir con él y sus tíos. Poco a poco ella comienza a aprender del mundo, la gente y especialmente de como las cosas nacen viven, mueren y esencialmente cambian o dan su lugar a otras nuevas, ya que a pesar de su apariencia Hikari es algo más allá de lo humano.
Sin embargo parece ser una mala época para el mundo, el monstruo que los atacó esa noche es solo uno de tantos que aparecen por el mundo y Jennifer Portman, una científica especializada en catástrofes de nivel planetario, investiga esto ya que cada vez que sucedido la aparición de este tipo de criaturas ha sido el comienzo de algún tipo de evento de extinción a nivel mundial que ha acabado con todas las formas de vida que existían hasta ese momento.

## Personajes
Takeru Takemoto
Seiyū: Takahiro Mizushima
El personaje principal de la serie. Aparenta ser perezoso y desmotivado, pero en verdad es así porque no sabe en donde pertenece. Es el primero en hallar y nombrar a Hikari. Cuando era pequeño su madre (único familiar con quien vivía) escapó con su nuevo novio, dejándolo abandonado en la que hasta ese momento fuera su casa, cosa que lo marcó de por vida; desde ese día lo ha cuidado su tío quien se ha vuelto la única figura paterna que Takeru ha conocido.
Al entrar en contacto con la entidad de energía en el bosque, la parte de esta que destruye la vida para dar paso a una nueva forma del mundo se identificó con su personalidad y su obsesión por el cambio drástico de las cosas, tomando de su subconsciente la forma de su mujer ideal. Takeru puede transformarse en un ser con poderes como super fuerza y velocidad los cuales usa para proteger a Hikari, irónicamente adquirió estas habilidades ya que es uno de los organismos que cada ciclo el planeta selecciona para convertirse en los protectores del mundo y que en vano intentan detener las actividades del Programa de Extinción de la Vida cuando este se manifiesta.
Hikari Hoshino
Seiyū: Ayako Kawasumi
Ella es la extraña chica que Takeru encuentra en el bosque y de la cual se enamora en el primer episodio. No se sabe mucho de ella, ya que ella misma desconoce su verdadera naturaleza. Después de que llegara a la Tierra una entidad hecha de energía, una porción de esta hizo contacto por casualidad con la mente de Takeru, separándose y tomando de la mente del joven su aspecto y los conocimientos sobre la humanidad.
Físicamente es una adolescente normal, excepto por su cabello rojizo y su sobredesarrollado busto; de personalidad muy ingenua e inocente. Su verdadera identidad es la del Programa de Extinción de la Vida, la porción de la entidad de energía pura y sin emociones que recorre la galaxia examinando el estado de la vida en los planetas, su función es erradicar aquellas formas de vida que han llegado a un nivel que considera el máximo permisible según los parámetros en los que opera, para posteriormente dar ese espacio a nuevas formas de vida. En algunas ocasiones sus ojos cambian de azul a rojo indicando así que su conciencia original y sus poderes han despertado.
Su nombre significa Luz y sus amigos crearon su apellido, el cual significa de las estrellas. Su sirviente es Ioneus.
Ryo Ninomiya
Seiyū: Fujiko Takimoto
Es el mejor amigo de Takeru y todo un ejemplo de hombre para las chicas (quienes lo llaman Ryo-sama). Según cuenta, sus padres fallecieron hace algunos años en un accidente, por lo cual desde entonces se ha hecho cargo de su casa y su hermana menor. Es una persona tranquila y muy amable.
Tiene poderes ocultos, que no se ven fácilmente y son difíciles de describir, en general con ellos puede hacer que se cumpla su voluntad de forma inconsciente, al punto de manejar el clima, ganar concursos o incluso detener ataques de Hikari o Akari. Está platónicamente enamorado de Akari, ya que sabe que ella solo le ve como su hermano.
Akari Hoshino
Seiyū: Ai Shimizu
Es una bella y joven muchacha que aparece misteriosamente al igual que Hikari. Ryo la encuentra y la convierte en parte de su familia. Es realmente la otra mitad de la entidad que entró en contacto con Takeru y Ryo en el bosque, la cual al haber entrado simultáneamente en dos mentes se dividió. Al entrar la entidad en contacto con Ryo, la parte conocida como el Programa de Preservación de la Vida, encargada de juzgar que formas de vida merecen seguir existiendo y ser protegidas de la extinción inducida por su contraparte, se reflejó en la mente de Ryo y se identificó con su personalidad y su deseo porque las cosas se mantuviesen tal cual. Tomando la forma de una pequeña niña pelirroja.
A diferencia de Hikari no fue encontrada la noche del suceso, por lo que vivió varias semanas en el bosque cuidada por Kwan, hasta que es encontrada por Ryo, quien la lleva a su casa y la integra a su familia. A pesar de que reconoce a Hikari como su hermana mayor, es a Ryo y su hermana pequeña a quienes ve como su familia.
Mari Nishino
Seiyū: Asami Sanada
Es la prima de Takeru. Está secretamente enamorada de su primo, pero se avergüenza ya que es muy orgullosa y en general toma una actitud agresiva contra él. Cuando Hikari llega a su casa y se hacen obvios los sentimientos entre ambos, comienza a sentirse cada vez más resentida contra la muchacha, quien no tiene problemas para demostrar su amor por Takeru pero a la vez siente gran cariño por Mari. Es por esto que en más de una ocasión discutirá con su primo, lo calumniará o golpeará como desquite a los avances en su relación con Hikari. Una vez que su primo y la joven declaran abiertamente su amor Mari demuestra finalmente sus verdaderos sentimientos por Takeru, desahogando su tristeza en forma de resentimiento e insultos contra Hikari, a quien culpa por supuestamente haberlo alejado de ella. La muchacha, invadida por la culpa de haber hecho sufrir a una amiga tan importante se deja dominar por su programación para huir de la pena y comienza el exterminio de la vida sobre la Tierra.
Ioneuss
Seiyū: Keiichi Noda
Es el sirviente de Hikari; una extraña criatura de cuerpo inorgánico. A pesar de que posee el tamaño de un humano y es de forma humanoide, guarda muy poca similitud con uno. Su verdadera forma es la de un prisma que libera energía azul, en él está contenida toda la información referente a su memoria, funciones y habilidades. Según parece, existe uno como él en cada mundo que el Programa de Extinción de la Vida visita; cuando éste lo llama, el cristal utiliza cualquier materia de su entorno para crear un cuerpo, siendo por ello que al ser llamado por Hikari derribó la escuela al estar sepultado en el pilar principal del edificio. Su personalidad es muy servicial cuando se trata de Hikari o Akari, mientras que al resto los trata como iguales. Tiene una especial relación con Jennifer, quien lo obliga a emborracharse con ella, por lo cual ha llegado a enterarse de mucho sobre la verdadera naturaleza de las hermanas pelirrojas y sin quererlo se ha ganado un espacio en los sentimientos Ioneuss.
La verdadera naturaleza de Ioneuss es El Dispositivo de Destrucción e Implante de la Vida que activa el programa de destrucción cuando llega a un mundo; cuando esto sucede Ioneuss se transforma en la cabeza del dispositivo: Anastasiuss, un gigante que asesina y destruye todo a su paso. A pesar de que dice no poseer corazón y que no odia ni ama, ha dicho a Jennifer que lamentaría destruir este mundo ya que le gusta y cuando esta lo acompañó mientras era Anastasiuss, se preocupó de protegerla en todo momento.
Kwan
Es el sirviente de Akari; una criatura de cuerpo inorgánico. Muy pequeño y con la habilidad de levitar, su aspecto es desconocido, ya que está enfundado en una capa amarilla. Cuando Akari estuvo abandonada en el bosque, fue quien la cuidó y alimentó. Al igual que su compañero, su verdadera forma es la de un cristal de las mismas características, sin embargo su tamaño es mucho menor, apenas más grande que un grano de roca.
Su verdadera identidad es la de la llave que desactiva a Anastasiouss, la cual está a cargo del programa de preservación de la vida (Akari), quien cuando lo ordena hace que se transforme en una vara espiral que al insertarse en la frente de Anastasiouss lo apaga liberando nuevamente a Ioneuss.

## Música
- Opening - "Metamorphose" por Yōko Takahashi.
- Ending - "Natsuiro no Kakera" por Yoko Ishida.
- Ending Episodio 12 - "Kimini Aete" por Ayako Kawasumi y Ai Shimizu.